# Communauté de communes des Coteaux du Lauragais Sud
La communauté de communes des Coteaux du Lauragais Sud est une ancienne communauté de communes française de la Haute-Garonne.

## Historique
Créée le 26 décembre 2001. Elle fusionne le 1er janvier 2017 avec de la communauté de communes Cap-Lauragais et la communauté de communes Cœur Lauragais pour former la  Communauté de communes des Terres du Lauragais.

## Communes adhérentes
| Nom              | Code Insee | Gentilé        | Superficie (km2) | Population (dernière pop. légale) | Densité (hab./km2) |
| ---------------- | ---------- | -------------- | ---------------- | --------------------------------- | ------------------ |
| Nailloux (siège) | 31396      | Naillousains   | 18,55            | 3 592 (2014)                      | 194                |
| Aignes           | 31002      | Aignois        | 21,81            | 249 (2014)                        | 11                 |
| Caignac          | 31099      | Caignacais     | 9,36             | 290 (2014)                        | 31                 |
| Calmont          | 31100      | Calmontais     | 40,27            | 2 357 (2014)                      | 59                 |
| Gibel            | 31220      | Gibelains      | 19,40            | 344 (2014)                        | 18                 |
| Mauvaisin        | 31332      | Mauvaisinois   | 11,05            | 231 (2014)                        | 21                 |
| Monestrol        | 31354      | Monestrolois   | 5,23             | 66 (2014)                         | 13                 |
| Montgeard        | 31380      | Montgeardins   | 9,32             | 467 (2014)                        | 50                 |
| Saint-Léon       | 31495      | Saint-Léonains | 24,21            | 1 238 (2014)                      | 51                 |
| Seyre            | 31546      | Seyrois        | 3,89             | 118 (2014)                        | 30                 |

## Démographie
| 2011  | 2012  | 2013  |
| ----- | ----- | ----- |
| 8 233 | 8 527 | 8 543 |

## Administration
| Période                                  | Période | Identité         | Étiquette | Qualité          |
| ---------------------------------------- | ------- | ---------------- | --------- | ---------------- |
| Les données manquantes sont à compléter. |         |                  |           |                  |
| 2008                                     | 2016    | Christian Portet | PS        | Maire de Calmont |